# Кисілевський Володимир
Володи́мир Кисіле́вський (Володимир Юліянович Кайє-Кисілевський) (4 серпня 1896, Коломия, Австро-Угорщина — 30 серпня 1976, Оттава, Канада) — український історик, журналіст, видавець, науковець і державний службовець ЗУНР, Канади, професор Оттавського університету, керівник Українського Бюро в Лондоні (1931—1939), перший голова Канадської асоціації славістів, дійсний член Наукового товариства імені Тараса Шевченка (з 1958), Української вільної академії наук, Королівського інституту міжнародних справ, Інституту цивілізацій (Бельгія). Член Ордену Канади (1974).
Мати — Кисілевська Олена Львівна.

## Життєпис

Олена Кисілевська із сином Володимиром і донькою Ганною

Володимир Кисілевський народився 4 серпня 1896 року в м. Коломиї. 1914 року закінчив гімназію в Чернівцях. Після початку Першої світової війни вступив до Легіону Українських січових стрільців.
У 1917 почав вищі студії у Відні в Технічному інституті, опановував мистецтво й славістику у університеті. У 1918-19 р. служив в Українській Галицькій армії (УГА). Протягом короткого часу в 1919 р. у Одесі виконував обов'язки зв'язкового УГА при Британській військовій місії в Південній Росії. Після закінчення військової служби навчався, у 1924 р. захистив докторську працю з філософії у Віденському університеті за працю «Українська шляхта XVII століття».
У 1925 році виїхав ло Канади. В 1926—1928 служив у канадському війську. З 1928 до травня 1930 — редактор українського тижневика «Західні Вісті» в Едмонтоні, в 1930-31 — помічник редактора тижневика «Україна» в Чикаго.
У травні 1931 переїхав до Лондона — супроводжував Якова Макогона в перемовинах із СУС, став директором Бюро СУС (союзу українців-самостійників). Вивчав і розповсюджував інформацію про ситуацію українців у Польщі, Радянському Союзі, інших країнах. Відстоював українську справу перед урядовими чинниками й членами парламенту та втримував зв'язки з журналістами й науковцями.
В 1933—1936 поєднував роботу в Українському Бюро з науковою працею, підготував ще одну докторську дисертацію на тему «Українське національне відродження а Австрії, 1772—1848» у Школі слов'янських і східноєвропейських наук Лондонського університету. У листопаді 1939 р. призначений речником СУС. У травні 1940 р. закрив Українське Бюро — його діяльність різко скоротилася внаслідок війни, повернувся в Канаду.
Причетний до об'єднання більшості українських організацій Канади в Комітет Українців Канади у листопаді 1940 в (Конґрес Українців Канади). З початком Другої світової війни — співробітник міністерства інформації, готував програми радіомовлення на Канаду. З 1942 працює у відділі канадського уряду, що займався етнічними групами. По закінченні війни до виходу на пенсію в 1962 працював у відділі громадянства канадського уряду.
З 1948 до 1960 викладав історію й слов'янські науки в Оттавському університеті, з 1950 р. професор і голова кафедри славістики. Брав активну участь у різних наукових товариствах. У 1954 став першим головою Канадської асоціації славістів, був головою оттавського відділення Наукового товариства ім. Шевченка. Після виходу на пенсію продовжував наукову роботу в галузі історії українського поселення в Канаді. Перший президент Канадської асоціації славістів, член управи Українського історичного товариства.
Похований на католицькому цвинтарі Оттави Нотр-Дам.

## Доробок
Є автором більше тисячі публікацій, монографій, а також багатьох дослідницьких звітів, статей та інших праць.
- Canadians of Recent European Origin. Winnipeg, 1945;
- Slavic Groups in Canada. Winnipeg, 1951;
- Participation of Ukrainians in the Political Life of Canada. Winnipeg, 1957;
- Ukraine, Russia and other Slavic Countries in English Literature. Ottawa, 1961;
- Early Ukrainian Settlements in Canada, 1895—1900. Toronto, 1964;
- Опис Правобережної України в Атлясі Йоаннеса Янсонія [Архівовано 19 Березня 2017 у Wayback Machine.] // УІ. 1966. Рік 3, ч. 3–4;
- Dictionary of Ukrainian Canadian Biography: Pioneer Settlers of Manitoba, 1891—1900. Toronto, 1975;
- The Descendants of the Boyars of Halych on the Prairies of the Canadian West // Ювілей. зб. УВАН в Канаді. Вінніпеґ, 1976;
- До історії Шашкевичівської доби // Маркіян Шашкевич на Заході. Вінніпеґ, 2007

## Нагороди та відзнаки
- Орден Канади (1974);
- Воєнний хрест Української Армії;
- медаль Тараса Шевченка (1963).